# (15037) Chassagne
(15037) Chassagne est un astéroïde de la ceinture principale.

## Description
(15037) Chassagne est un astéroïde de la ceinture principale. Il fut découvert le 22 novembre 1998 à Village-Neuf par l'Observatoire de Village-Neuf. Il présente une orbite caractérisée par un demi-grand axe de 3,02 UA, une excentricité de 0,06 et une inclinaison de 10,1° par rapport à l'écliptique.

## Compléments